# August von Borries
August Friedrich Wilhelm von Borries (né le 27 janvier 1852 à Niederbecksen (maintenant Bad Oeynhausen) et mort le 14 février 1906 à Meran) est un ingénieur prussien qui s'intéresse principalement aux développements dans la construction de locomotives.

## Biographie

### Origine
August est issu de la famille von Borries (de), une famille de la noblesse de lettres de Westphalie et de Basse-Saxe. Il est le fils aîné du premier lieutenant prussien et propriétaire terrien Friedrich von Borries (1815-1864) et de son épouse Auguste, née Abendroth (1825-1867). Son frère cadet Arthur (1853-1923) est ministre d'État de Saxe-Altenbourg.

### Carrière

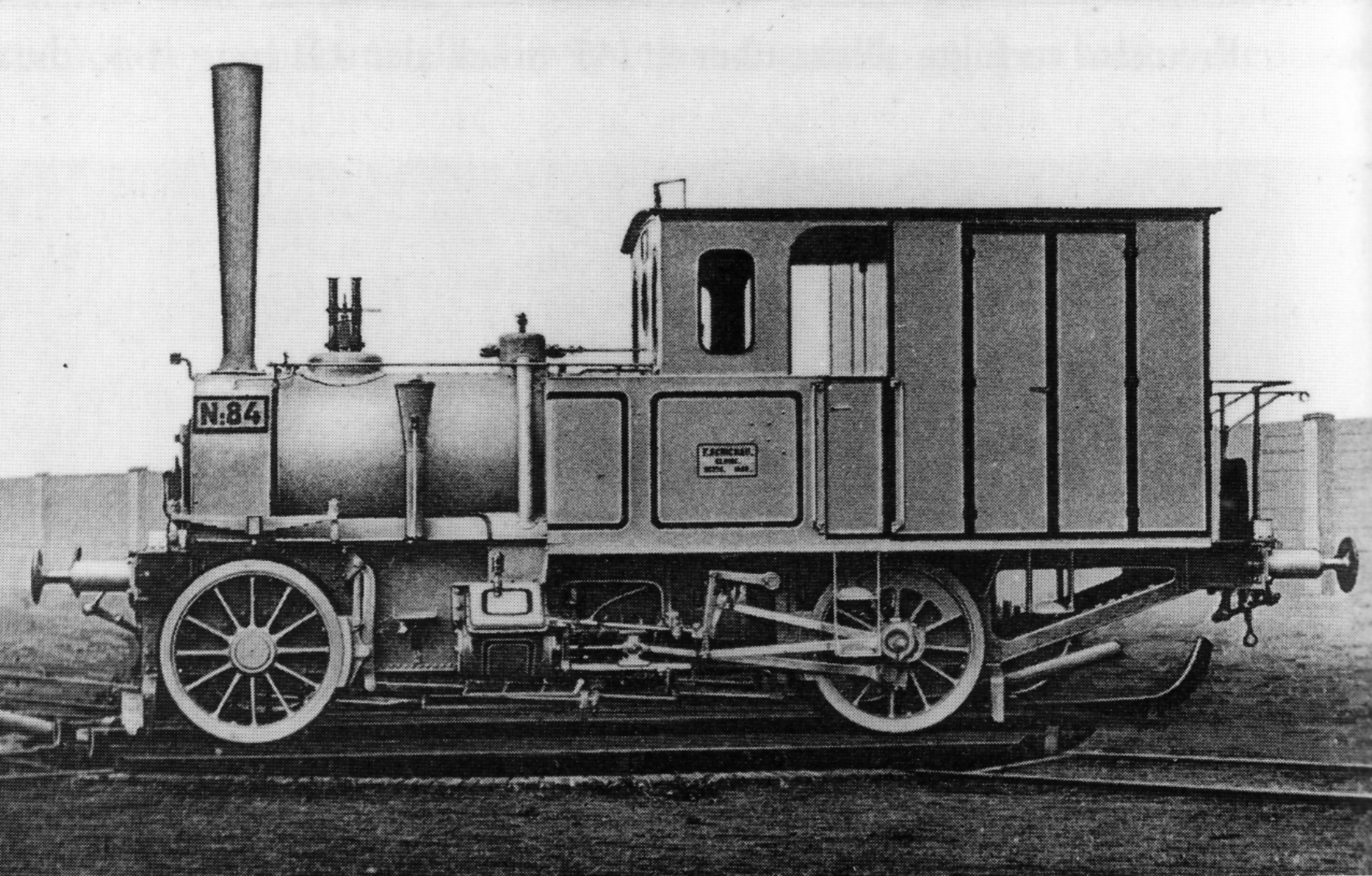
Locomotive à tender omnibus prussienne de type T 0, première utilisation du moteur composé en Allemagne

De 1870 à 1873, Borries est étudiant à l'Institut royal des métiers de Berlin-Charlottenbourg. Après avoir travaillé pendant un an à la Compagnie des chemins de fer bergeois-marckois, il entre au service des chemins de fer prussiens (KPEV) à Hanovre en 1875. Après avoir travaillé comme chef d'atelier à Lingen, il est nommé chef du bureau d'études mécanique en 1881. En 1885, Borries reçoit la direction de l'atelier de Leinhausen en tant qu'inspecteur de machines. Enfin, en 1888, il est promu chef du bureau d'études mécaniques de la Direction des chemins de fer de Hanovre. En tant que premier technicien de machines en Prusse, Borries est finalement nommé au conseil du gouvernement et du bâtiment en 1894. Dans le cadre de son travail au KPEV, il apporte une contribution particulière à l'introduction du moteur composé (de) économe en carburant dans la construction de locomotives à vapeur, comme la construction des deux premières locomotives composées prussiennes par Schichau à Elbing en 1880 (locomotive omnibus prussienne classe T0 (de), disposition des roues 1 A n2vt),.
Borries développe l'entraînement à un essieu qui porte son nom pour la locomotive composée, dans laquelle, contrairement à l'entraînement à deux essieux du type "de Glehn", les cylindres haute et basse pression situés sur un plan transversal agissent sur un plan commun essieu moteur (de). Un exemple bien connu et préservé de cet arrangement de moteur est la S2/6 ex-Bavière (de). En outre, Borries développe les dispositifs de démarrage requis pour les locomotives composées, qui doivent au moins être actionnées manuellement, avec lesquelles l'effet composé peut être annulé dans le but d'un démarrage sûr du moteur en fournissant de la vapeur vive directement aux cylindres basse pression. Il crée également des dispositifs de démarrage automatique (vannes de changement). Ceux-ci ne sont pas seulement utilisés en Allemagne, mais aussi dans d'autres pays. En 1902, il met fin à son travail aux Chemins de fer prussiens et accepte une chaire d'ingénierie ferroviaire à l'ancien institut des métiers transformé en Université technique de Charlottenbourg.
En outre, Borries publie, entre autres, un manuel sur la construction de locomotives.
Il est chevalier d'honneur de l'Ordre de Saint-Jean et ancien lieutenant de la Landwehr. À l'Association des ingénieurs allemands (de) (VDI), à laquelle il appartient depuis 1880, von Borries occupe le poste de conservateur de 1899 jusqu'à sa mort. Il est président de l'association de l'antenne VDI à Hanovre à plusieurs reprises.

### Famille
Borries se marie le 19 juin 1877 à Hanovre avec Luise Rodewald (née en 1856) Le mariage donne naissance à deux enfants :
- Friedrich (né en 1878), constructeur naval, chevalier d'honneur de l'Ordre de Saint-Jean marié en 1912 avec Johanna Mercklin (1886–1913)
- Luise (née en 1880) mariée en 1902 avec Max Looff (1874–1954), vice-amiral et écrivain militaire allemand

## Publications
- Die Eisenbahn-Betriebsmittel. Theil 1: Die Lokomotiven. bearbeitet von August F. W. von Borries. Kreidel, Wiesbaden 1897 (Die Eisenbahn-Technik der Gegenwart, Band 1). Nachdruck: Bufe, München 1982.